# گسپیچ
گُسپیچ (به کرواتی: Gospić) شهری در ایالت لیکا-سنی کشور کرواسی است که جمعیت آن در سال ۲۰۱۱ میلادی ۱۲٬۴۷۹ نفر بوده‌است.